# Tepetitan Chico
Tepetitan Chico är en ort i Mexiko.   Den ligger i kommunen Cuetzalan del Progreso och delstaten Puebla, i den sydöstra delen av landet, 190 km öster om huvudstaden Mexico City. Tepetitan Chico ligger 299 meter över havet och antalet invånare är 127.
Terrängen runt Tepetitan Chico är kuperad åt sydväst, men åt nordost är den platt. Runt Tepetitan Chico är det tätbefolkat, med 383 invånare per kvadratkilometer. Närmaste större samhälle är Ciudad de Cuetzalan, 9,6 km sydväst om Tepetitan Chico. I omgivningarna runt Tepetitan Chico växer huvudsakligen savannskog.